# Procolophonia
Procolophonia — підряд викопних примітивних травоїдних плазунів ряду Procolophonomorpha, що існували у пермському та тріасовому періодах. Ця група тварин є близькою до сучасних черепах, деякі дослідники навіть розглядають Procolophonia як предків черепах.

## Класифікація
Класифікація згідно з працею Jalil and Janvier (2005) :
- Procolophonomorpha (= Ankyramorpha deBraga & Reisz, 1996)
  - Procolophonia
    - Надродина Procolophonoidea
      - Рід Barasaurus
      - Рід Owenetta
      - Родина Procolophonidae

    - Hallucicrania
      - Родина Lanthanosuchidae
      - Superfamily Pareiasauroidea
        - Рід Sclerosaurus
        - Pareiasauria
          - Velosauria
            - Therischia
            - Pumiliopareiasauria